# 戈夫斯 (加利福尼亞州)
戈夫斯（英語：Goffs）是位於美國加利福尼亞州聖貝納迪諾縣的一個非建制地區。該地的面積和人口皆未知。

## 地理
戈夫斯的座標為34°55′09″N 115°03′46″W / 34.91917°N 115.06278°W，而該地的平均海拔高度為791米（即2595英尺）。